# 장희
장희(張喜, ? ~ ?)는 후한 말기의 관료로,  여남군 세양현(細陽縣) 사람이다. 전한의 개국공신 장오의
후손으로, 사도 장포의 증손이자 사공 장제의 동생이다.

## 행적
초평 4년(193년), 위위에서 사공으로 승진하였다.
흥평 2년(195년), 정권을 잡고 있었던 이각과 곽사의 사이에서 내분이 일어났다. 헌제를 자신의 군영으로 데려온 이각은 궁궐을 불태우고 노략질을 일삼았다. 헌제는 장희와
태위 양표를 비롯한 대신 10여 명을 곽사에게 보내 화해시키려 하였으나, 도리어 곽사는 대신들을 잡아들여 인질로 삼았다.
건안 원년(196년), 양표와 함께 파면되었다.

## 출전
- 범엽, 《후한서》 권9 효헌제기·권45 원장한주열전·권72 동탁열전

| 전임 장온 | 후한의 위위 ? ~ 193년 | 후임 조온 |

| 전임 조온 | 후한의 사공 193년 ~ 196년 | 후임 조조 |